# Sten Drewsen
Sten Drewsen (født 24. januar 1877 i København, død 11 januar 1943) var en dansk forfatter. Han var søn af Viggo Drewsen. 
Efter studentereksamen (1895) prøvede Drewsen forskellige studiegrene, indtil et treårs ophold i U.S.A. (1899-1902) lod ham bestemme sig for den litterære 
virksomhed. De litterære frugter af dette Amerikaophold er bøgerne Rødt eller Sort (1906) og De sorte Børn (1909), en frodig fantasis spind over virkelighedsoplevelser. Efter sin hjemkomst var Drewsen knyttet til forskellige dagblade og litterære foretagender som medarbejder eller redaktør (blandt andet Illustreret Tidende, Verden og Vi, Pressens Magasin).